# Soție

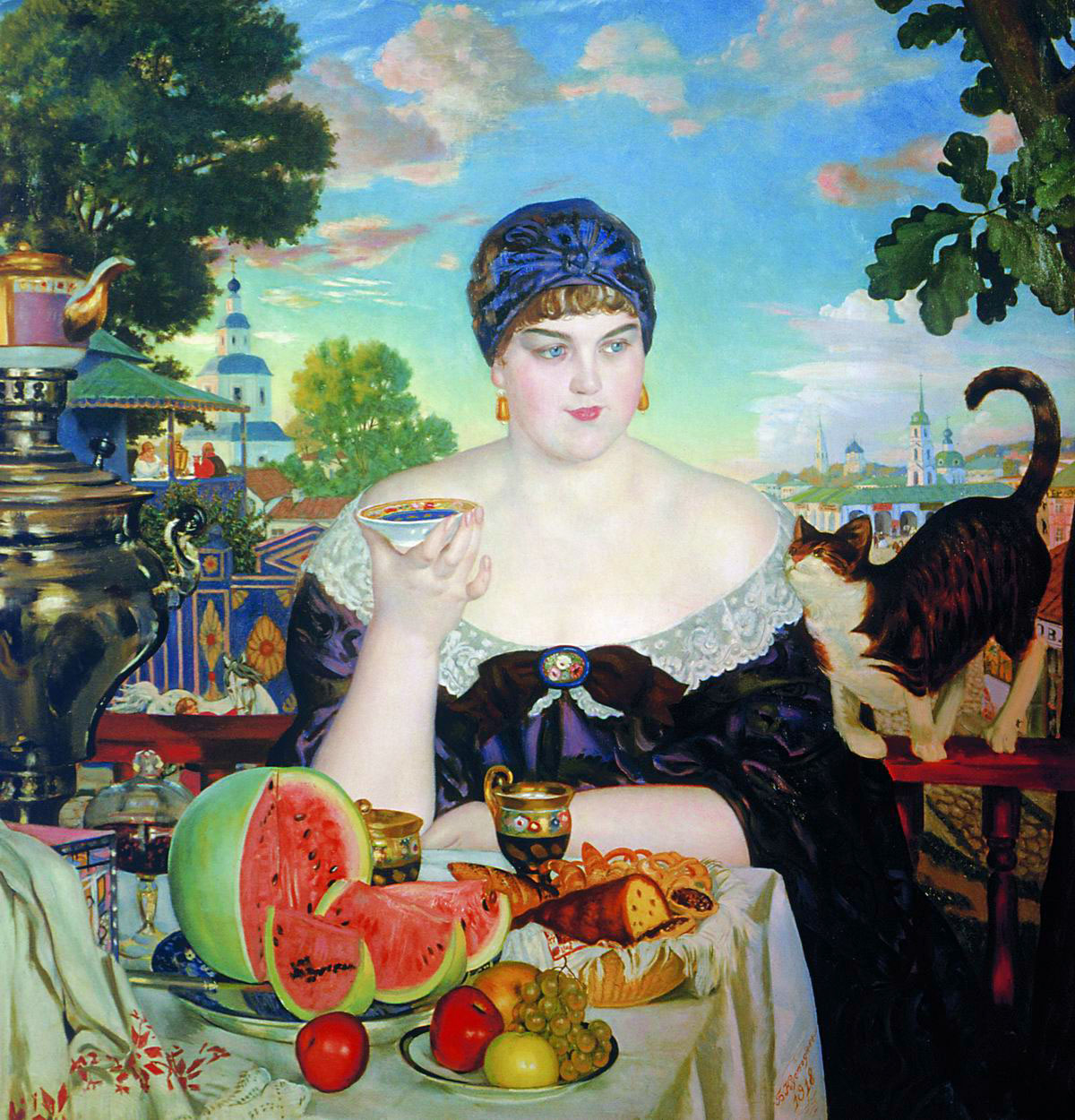
Soţia negustorului(1918), pictură de Boris Kustodiev

Soția sau nevasta este partenerul de sex feminin într-o căsătorie sau uniune civilă. Drepturile și obligațiile soției în relația cu soțului ei și cu alte persoane, precum și statutul său în comunitate, variază de la o cultură la alta și a variat de-a lungul timpului.